# Avilley
Avilley ist eine französische Gemeinde mit 153 Einwohnern (Stand: 1. Januar 2022) im Département Doubs in der Region Bourgogne-Franche-Comté.

## Geographie
Avilley liegt auf 245 m, elf Kilometer nordwestlich von Baume-les-Dames und etwa 28 km nordöstlich der Stadt Besançon (Luftlinie). Das Dorf erstreckt sich am Bach Crenu am östlichen Rand der Talniederung des Ognon, in der leicht gewellten Landschaft im äußersten Nordwesten des Département Doubs.
Die Fläche des 5,62 km² großen Gemeindegebiets umfasst einen Abschnitt des Ognon-Tals. Die westliche Grenze verläuft entlang dem Ognon, der hier mit großen Flussschleifen durch eine flache Talniederung fließt, die rund einen Kilometer breit ist. Unterhalb des Dorfes mündet der Crenu, der für die Entwässerung eines Großteils des Gemeindebodens sorgt. Er wird von den beiden Quellen Source du Seigneur und Source des Serfs gespeist. Vom Flusslauf des Ognon erstreckt sich das Gemeindeareal nach Osten über die breite Talaue in eine leicht gewellte Landschaft beidseits des Crenu, die teils mit Acker- und Wiesland, teils auch mit Wald bestanden ist. Im Norden befindet sich das ausgedehnte Waldgebiet Bois du Pagre, in dem mit 295 m die höchste Erhebung von Avilley erreicht wird.
Nachbargemeinden von Avilley sind Montbozon im Norden, Montussaint und Tallans im Osten, Battenans-les-Mines und Cendrey im Süden sowie Ollans, Maussans und Besnans im Westen.

## Geschichte
Verschiedene Funde weisen darauf hin, dass das Gemeindegebiet von Avilley bereits während der gallorömischen Zeit besiedelt war. Seit dem 12. Jahrhundert bildete Avilley eine Herrschaft, die bis zur Französischen Revolution zahlreiche Besitzerwechsel erfuhr. Zusammen mit der Franche-Comté gelangte das Dorf mit dem Frieden von Nimwegen 1678 definitiv an Frankreich. Das mittelalterliche Schloss wurde 1775 neu erbaut, jedoch 1793 bereits wieder zerstört.

## Sehenswürdigkeiten
Die Kirche Saint-Symphorien wurde von 1727 bis 1729 an der Stelle eines Vorgängerbaus neu errichtet. Im Ortskern sind einige traditionelle Bauernhäuser aus dem 18. und 19. Jahrhundert erhalten. Am Ognon befindet sich eine Mühle aus dem frühen 19. Jahrhundert.

## Bevölkerung
| Jahr                       | 1962 | 1968 | 1975 | 1982 | 1990 | 1999 | 2016 |
| Einwohner                  | 128  | 165  | 134  | 139  | 114  | 135  | 166  |
| Quellen: Cassini und INSEE |      |      |      |      |      |      |      |

Mit 153 Einwohnern (Stand 1. Januar 2022) gehört Avilley zu den kleinen Gemeinden des Département Doubs. Nachdem die Einwohnerzahl in der ersten Hälfte des 20. Jahrhunderts markant abgenommen hatte (1886 wurden noch 318 Personen gezählt), wurde seit Beginn der 1990er Jahre wieder ein leichtes Bevölkerungswachstum verzeichnet.

## Wirtschaft und Infrastruktur
Avilley war bis weit ins 20. Jahrhundert hinein ein vorwiegend durch die Landwirtschaft (Ackerbau, Obstbau und Viehzucht) und die Forstwirtschaft geprägtes Dorf. Die Wasserkraft des Ognon wurde schon früh für den Betrieb von Mühlen benutzt. Auch eine Ziegelei hatte ihren Standort in Avilley. Heute gibt es verschiedene Betriebe des lokalen Kleingewerbes und des Einzelhandels. Mittlerweile hat sich das Dorf auch zu einer Wohngemeinde gewandelt. Viele Erwerbstätige sind deshalb Wegpendler, die in der Agglomeration Besançon ihrer Arbeit nachgehen.
Der Ort liegt abseits der größeren Durchgangsstraßen an einer Departementsstraße, die von Besançon nach Rougemont führt. Der nächste Anschluss an die Autobahn A36 befindet sich in einer Entfernung von ungefähr 17 Kilometer. Weitere Straßenverbindungen bestehen mit Maussans und Mésandans.

## Weblinks

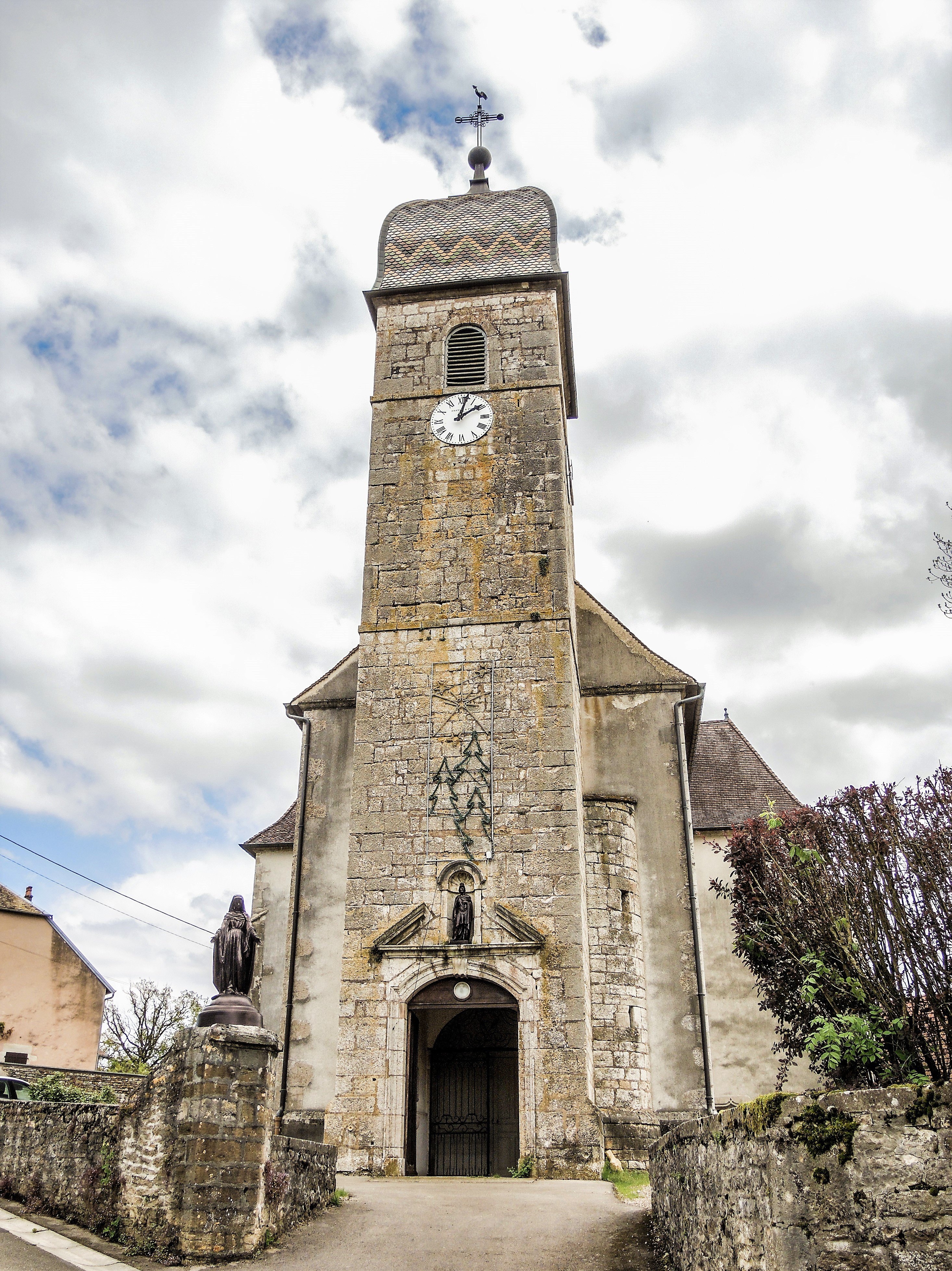
Kirche Saint-Symphorien